# Michelsonia microphylla
Genre
Espèce
Classification phylogénétique
Michelsonia microphylla est une espèce de plantes à fleurs dicotylédones de la famille des Fabaceae, sous-famille des Caesalpinioideae, originaire d'Afrique équatoriale. C'est l'unique espèce acceptée du genre Michelsonia (genre monotypique).

## Synonymes
Selon The Plant List (16 décembre 2018) :
- Julbernardia microphylla Troupin
- Tetraberlinia microphylla (Troupin) Aubrev.